# What Should Not Be Unearthed
What Should Not Be Unearthed är det åttonde studioalbumet av det amerikanska technical death metal-bandet Nile. Albumet släpptes den 28 augusti 2015 i Europa genom Nuclear Blast Records.

## Låtlista
1. "Call to Destruction" – 5:45
2. "Negating the Abominable Coils of Apep" – 4:14
3. "Liber Stellae Rubeae" – 3:48
4. "In the Name of Amun" – 6:50
5. "What Should Not Be Unearthed" – 6:58
6. "Evil to Cast Out Evil" – 5:38
7. "Age of Famine" – 4:12
8. "Ushabti Reanimator" (instrumental) – 1:30
9. "Rape of the Black Earth" – 4:35
10. To Walk Forth from Flames Unscathed" – 6:36

- Text: Karl Sanders
- Musik: Nile

## Medverkande
Musiker (Nile-medlemmar)
- Karl Sanders – gitarr, sång, basgitarr
- Dallas Toler-Wade – gitarr, sång, basgitarr
- George Kollias – trummor

Bidragande musiker
- Pete Hammoura – percussion, sång
- Ytterligare sång – Jon Vesano, Mike Breazeale, Brad Parris, Jason Hagan, Robert Dirr, Rick Ballenger, Larry Gore, Dion Sweatt, Rob Crouch Matthew Kay, Jason Moon, Shawn Allen, Matt Nations, Zach Guttery, Brillo Fusillo, Dana Bryant, Chris King, Justin Wilbanks, Aaron Morris

Produktion
- Nile – producent
- Neil Kernon – ljudmix
- Bob Moore – ljudtekniker
- Alan Douches – mastering
- Michał "Xaay" Loranc – omslagskonst